# Цукиджи
Токийският централен пазар за продажба на едро (на японски: 東京都中央卸売市場), по-известен като Цукиджи (на японски: 築地市場) е най-големият пазар за продажба на риба и морска храна и сред най-големите пазари за продажба на храна в света.
Намира се в квартал Цукиджи в центъра на Токио и е сред най-големите атракции за чуждестранните посетители на града.

## Местоположение
Пазарът се намира в близост до метростанция Цукиджи на Токийското метро. Състои се от 2 отделни секции. „Вътрешният пазар“ (на японски: 場内 市場) е лицензиран пазар за продажба на едро, където се провеждат търгове и се преработва по-голямата част от рибата. В тази част лицензираните търговци за продажба на едро (приблизително 900) продават продукцията си на малки щандове. „Външният пазар“ (на японски: 場外 市場) е смесица от търговци на едро и магазини за продажба на дребно, където се продават японски кухненски принадлежности, готови продукти за ресторанти, хранителни стоки и морски продукти. В тази част се намират и много ресторанти, предлагащи морска храна, както и специализирани суши ресторанти. Повечето магазини във външната част затварят в ранния следобед, докато във вътрешната част магазините затварят дори по-рано.

## Икономика
На пазара могат да се намерят повече от 400 различни вида морски дарове – от евтини водорасли до много скъп хайвер; от дребни сардини до 300-килограмова риба тон; дори различни видове китоподобни.
Като цяло всяка година повече от 700 хил. тона морска храна е оборотът на 3-те рибни пазара в Токио, на обща стойност 600 милиарда йени (приблизително 5,5 милиарда щатски долара). Само оборотът на пазара Цукиджи е над 2000 тона морска храна на ден. Броят на регистрираните служители към 25 януари 2010 г. е към 60–65 хил. души, включващи: обикновени търговци, счетоводители, организатори на публични търгове, представители на компании и дистрибутори.

## Работно време
Пазарът отваря в повечето случаи (с изключение на неделите, празниците и някои среди) в 3 ч. сутринта, с пристигането на продуктите, доставяни с кораби, камиони и самолети от цял свят. Особено впечатляващо е разтоварването на тоновете замразена риба тон. Аукционните къщи (на японски: 卸売業者) правят оценка на стойността на доставената стока и я подготвят за продажба на търг. Купувачите (лицензирани за участие в търговете) също инспектират и оценяват стоката, като избират за коя риба ще наддават и на каква цена.
Търгът започва около 05:20 ч. сутринта. Наддаване може да се осъществява единствено от лицензирани за участие в търга. Тези участници включват посредници на едро (на японски: 仲卸業者), които работят за продавачи на щандове на пазара, ресторанти, търговци на дребно и различни големи компании за производство на риба и рибни продукти.
Търговете обикновено приключват към 07:00 часа. След това закупената стока се натоварва на камиони, за да се превози до следващата си дестинация или се товари на малки колички и се разпределя по многобройните магазини и щандове в рамките на пазара. Собствениците на магазини разпределят рибата за продажба на дребно. Големите риби, като риба меч и риба тон, се нарязват на големи шайби с електрически триони или с много остри ножове, достигащи на дължина 1 метър (магуро кири, на японски: マグロ切り包丁), и се разпределят на порции, като се приготвят за продажба.
Пазарът е най-натоварен между 05:30 и 08:00 ч., след това търговията значително намалява. Повечето магазини затварят към 11:00 ч., а целият пазар спира работа за почистване към 13:00 ч.
Туристите могат да посещават пазара всеки ден между 5 и 06:15 ч. сутринта и да наблюдават работата на пазара от специално пригодени за това места (има изключения, когато пазарът е затворен за туристи).
За спазване закона за чистота на хранителните продукти, следят служители от Токийската градска управа.

## История
Първият пазар в Токио е създаден от Токугава Иеясу в периода Едо, за да се осигури храна за замъка Едо (името на Токио до 1870 г.) Токугава Иеясу кани рибари от Осака, за да осигури риба за замъка си. Рибата не се доставя в замъка, а се продава близо до моста Нихонбаши, на пазара „Уогаши“ (на японски: 魚河岸 буквално: „рибен кей“), който е сред многото специализирани пазари за продажба на едро, появили се по канала на Едо.
През август 1918 г., по времето на така наречените „оризови бунтове“, които избухват в над 100 града и населени места в знак на протест срещу недостига на храни и спекулативните действия на търговците на едро, японското правителство е принудено да създаде нова институция за дистрибуцията на храни, особено в градските зони. Централният пазар за продажба на едро е създаден със закон през март 1923 г.
Голямото земетресение в Канто на 1 септември 1923 г. опустошава по-голямата част от Централно Токио, включително и рибния пазар Нихонбаши. Като последствие от земетресението пазарът е преместен в района Цукиджи и след изграждането на модерна инфраструктура пазарът е завършен през 1935 г., а функционирането му започва в съответствие със Закона за централния пазар от 1923 г.